# Massa
För andra betydelser, se Massa (olika betydelser).

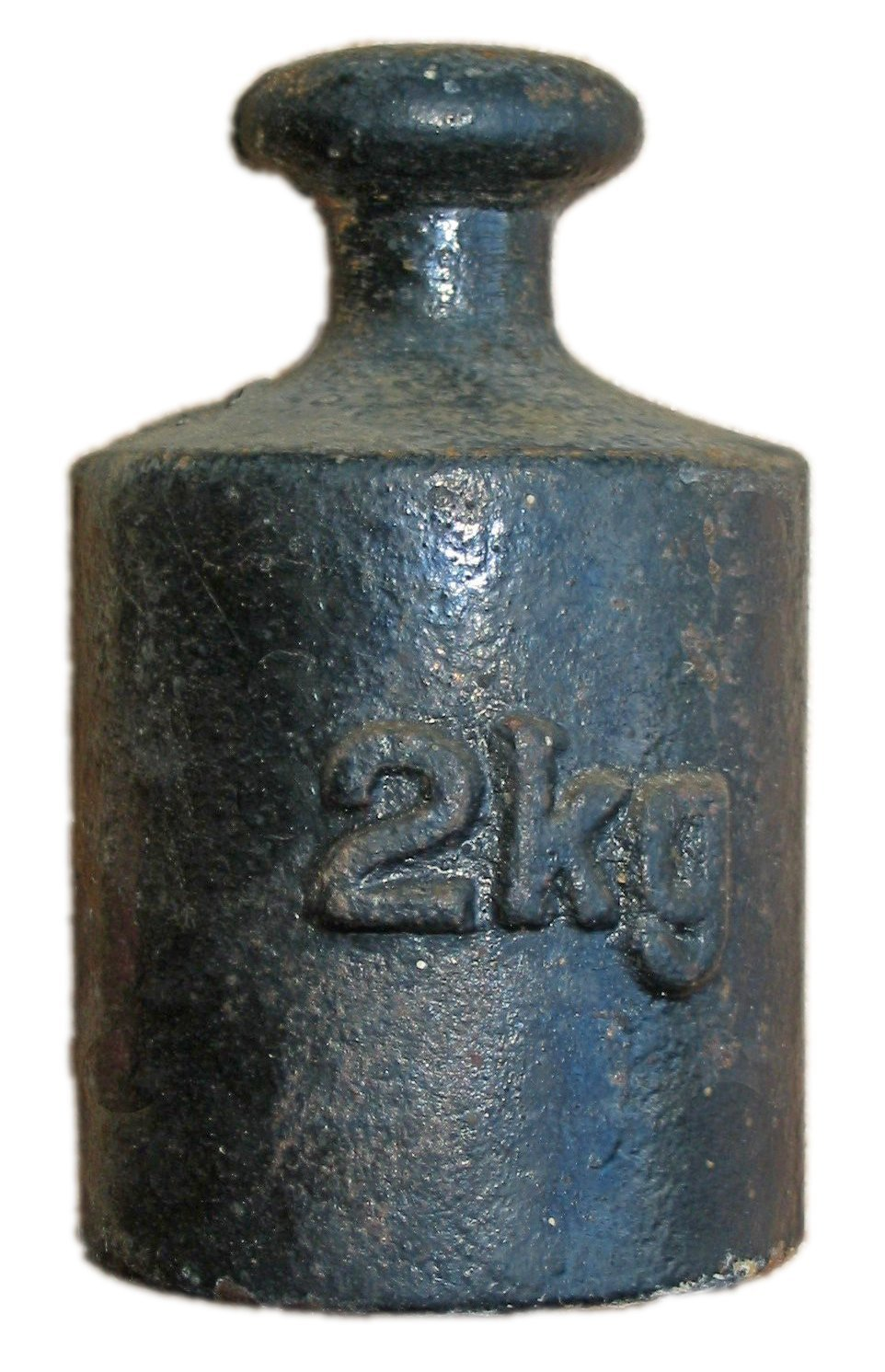
En vikt med massan 2 kg.

Massa är en fysikalisk storhet som anger ett objekts materieinnehåll. Massa utövar gravitation och påverkar därigenom andra omgivande massor och elektromagnetisk strålning (orsakar en förändring av den lokala rumtiden). Massa betyder också tröghet, egenskapen att utöva ett rörelsemotstånd med avseende på en påverkande kraft och bestämmer den acceleration kraften orsakar. Dessa två egenskaper hos massan kallas ibland den tunga massan respektive den tröga massan. Redan Galilei lär ha påvisat att de har samma värde för en specifik kropp. En stor massa påverkad av jordens gravitation faller lika snabbt till marken som en mindre massa. Den större massan både känner en större dragningskraft från jorden och orsakar ett större motstånd mot accelerationen, och dessa skillnader tar exakt ut varandra. Detta kallas också ekvivalensen mellan den tröga och tunga massan.
Massa mäts i kilogram enligt Internationella måttenhetssystemet (SI).
Massan av en väldefinierad kropp {\displaystyle K} kan beräknas som 
{\displaystyle m=\iiint _{K}\rho (x,y,z)dx\,dy\,dz,}
där {\displaystyle \rho (x,y,z)} är en funktion som beskriver kroppens densitet.

## Tyngd och vikt
Tyngd är en form av kraft, närmare bestämt tyngdkraften på ett givet ställe. Exempelvis har ett föremål samma massa på månen som här på jorden då materieinnehållet är detsamma, men tyngden är mycket mindre på månen (omkring en sjättedel).
Mätetalet för tyngd (uttryckt i Newton) är på jordytan ungefär 9,81 * mätetalet för massa (uttryckt i kilogram).
Vikt är inte ett vetenskapligt begrepp. Ett föremåls vikt är ett mätetal för dess massa och mätningen (vägningen) sker vanligtvis med hjälp av tyngdkraften. Då tyngdkraften varierar över jordytan kommer resultatet att bero av hur vågen utnyttjar tyngdkraften. En balansvåg jämför två uppsättningar massor, en i vardera vågskålen, där den lokala tyngdkraften verkar symmetriskt på respektive massor. En fjädervåg däremot, som registrerar en fjäders förlängning orsakad av det vägda föremålet, måste eventuellt justeras med hänsyn till den lokala tyngdkraften.

## Enheter
Den internationella grundenheten för massa är 1 kilogram och definierades tidigare som massan hos den internationella kilogramprototypen men från den 20 maj 2019 definieras ett kilogram utifrån den fysikaliska konstanten Plancks konstant.
I SI är massan en av de 7 grundenheterna, och utgör tillsammans med tid och längd grunden för att härleda mekanikens storheter.
I sammanhang som behandlas med relativitetsteori och kvantgravitation använder man gärna planckenheter.

## Massans och energins ekvivalens
Att massa är en form av energi visades av fysikern Albert Einstein 1905, med den berömda ekvationen E=mc². Detta betyder även att energi har massa. Om man till exempel tillför energi till en fjäder genom att spänna den, så ökar fjäderns massa något. Ett objekt minskar i massa om det avger energi. Klyvs en tung atom kommer delarna att väga mindre än atomen: en del av den ursprungliga massan har övergått i andra former av energi (till exempel fotoner och rörelseenergi).

## Relativitet
De tre storheterna, tid, storlek(längd) och massa, som människan har lättast att förstå intuitivt och där i synnerhet massan verkar särskilt påtaglig, omfattas av Einsteins speciella relativitetsteori. Teorin innebär bland annat att om en observatör färdas mycket snabbt i förhållande till ett föremål, vars massa observatören mäter, så uppfattar observatören att föremålet har större massa, än vad en observatör gör, som rör sig med lägre hastighet i förhållande till föremålet.
Egenskapen gravitation behandlas av den allmänna relativitetsteorin.

## Kvantmekanik
Den tröga massan, egenskapen tröghet, anses fungera genom en mekanism kallad Higgsmekanismen.
Den tunga massan, gravitationen, har ingen fullständig kvantmekanisk beskrivning. Det finns teorier, se till exempel strängteori.